# بروس همپتون
بروس همپتون (انگلیسی: Bruce Hampton؛ ۳۰ آوریل ۱۹۴۷ – ۲ مهٔ ۲۰۱۷) موسیقی‌دان راک اهل ایالات متحده آمریکا بود. او در اواخر دههٔ ۱۹۶۰ گروه موسیقی آوانگارد همپتون گریز بند را شکل داد. آکواریوم رسکیو یونیت از دیگر گروه‌ها به رهبری او بود.
همپتون در یکم مه سال ۲۰۱۷، هنگام اجرا در مراسم جشن هفتاد سالگی‌اش بر روی صحنه سکته کرد و جان سپرد.